# Hoàng đương thân nhỏ
Youngia tenuicaulis là một loài thực vật có hoa trong họ Cúc. Loài này được (Babc. & Stebbins) Czerep. miêu tả khoa học đầu tiên năm 1964.